# Stade du 19-Mai-1956
 (octobre 2022).
Si vous disposez d'ouvrages ou d'articles de référence ou si vous connaissez des sites web de qualité traitant du thème abordé ici, merci de compléter l'article en donnant les références utiles à sa vérifiabilité et en les liant à la section « Notes et références ».
Le stade du 19-Mai-1956 (en arabe : ملعب 19 ماي 1956) est un stade de football situé à Annaba à l'est d'Algérie, considéré comme le deuxième plus grand stade en Algérie après le stade du 5-Juillet-1962 à Alger.
Ce stade a une capacité de 56 000 places et accueille notamment toutes les rencontres de l'USM Annaba.
Le stade fut nommé en hommage à la date de début de la grève des étudiants algériens, durant la guerre d'Algérie.
Dans le cadre du CHAN 2022 qui se tient en Algérie du 13 janvier au 4 février 2023, le stade du 19-Mai-1956 accueille 7 matchs dont six de phase de groupes et un quart de finale.

## Histoire
Le stade a été inauguré le 10 juillet 1987. Le match de football Algérie - Soudan (score 3-1) est le premier match joué dans ce stade, comptant pour les éliminatoires des Jeux olympiques d'été de 1988. Le premier but fut marqué par le joueur soudanais Kamel Mohamed à la 12e minute de jeu. Le 27 mars 2011, ce stade accueille le match entre l'Algérie et le Maroc qui se solde par une victoire 1 but à 0 au profit de l'Algérie
À l'occasion de la CHAN 2022 organiser en Algérie, le stade du 19-Mai-1956 connaît d'importante rénovation avec l'installation de la technologie VAR en plus d'importantes infrastructures. En janvier 2023, le stade obtient l’homologation de la CAF et la FIFA, le stade pourra donc de nouveau accueilir de nouveau matchs internationaux officiels.
La Palestine effetcurera un stage de prépartion pour la Coupe d'Asie des nations 2023 à Annaba dont deux matchs amicaux entre l'USM Annaba et l'Algérie Olympiques.
À l'occasion de la première édition de la FIFA Series(en), le stade du 19-Mai-1956 accueillera les matchs de l'équipe d'Andorre contre Afrique du Sud et la Bolivie.
Le stade a accueilli également les Championnats d'Afrique d'athlétisme 1988.
- Matchs du Groupe B et Demi-Finale Zambie - Nigeria durant la CAN 1990.
- Matchs du Groupe B et Quarts de Finale Sénégal - Mauritanie durant la CHAN 2022
- Matchs du Groupe C, Huitième de Finale Mali - Congo, Quarts de Finale Sénégal - Burkina Faso et le matchs pour la troisième place Burkina Faso - Mali de la CAN U-17 2023
- Matchs FIFA Series 2024(en) entre Andorre - Afrique du Sud et Andorre - Bolivie

Durant les saisons 2022/23 et 2023/24, l'USM Annaba jouait ses matchs à domicile entre le stade Abdelkader-Chabou et le stade Youcef Ben Ali à Berrahal mais peut désormais rejouer ses matchs au 19-Mai-1956 après une demande de transfert du président du club Smail Kouadria acceptée par les autorités locales
L'édition de la Coupe d'Algérie 2023/24 mettra en place pour la première fois de l'histoire la VAR en plus de faire jouer les matchs sur terrains neutre à partir des quarts de finale. Le stade du 19-Mai-1956 accueillera le match entre US Biskra et USM Alger. Le stade sera de nouveau utilisé pour les éditions suivantes.

## Équipe nationale
Matchs joués au stade du 19-Mai-1956 :
| 1  | 10 juillet 1987  | Algérie - Soudan              | 3-1 | Elim Jeux olympiques 1988 |
| 2  | 15 janvier 1988  | Algérie - Nigeria             | 1-0 | Elim coupe du monde 1990  |
| 3  | 6 janvier 1989   | Algérie - Zimbabwe            | 3-0 | Elim coupe du monde 1990  |
| 4  | 25 août 1989     | Algérie - Côte d'Ivoire       | 1-0 | Elim coupe du monde 1990  |
| 5  | 1er avril 1991   | Algérie - Maroc               | 2-2 | Match amical              |
| 6  | 6 avril 1999     | Algérie - Liberia             | 4-1 | Elim CAN 2000             |
| 7  | 20 juin 1999     | Algérie - Ouganda             | 2-0 | Elim CAN 2000             |
| 8  | 21 avril 2000    | Algérie - Sénégal             | 1-1 | Elim Coupe du monde 2002  |
| 9  | 3 juin 2000      | Algérie - Guinée              | 4-0 | Match amical              |
| 10 | 12 août 2000     | Algérie - Roumanie            | 2-3 | Match amical              |
| 11 | 12 mars 2001     | Algérie - Égypte              | 1-1 | Elim Coupe du monde 2002  |
| 12 | 12 février 2002  | Algérie - Belgique            | 1-3 | Match amical              |
| 13 | 11 octobre 2002  | Algérie - Tchad               | 4-1 | Elim CAN 2004             |
| 14 | 30 mai 2004      | Algérie - Jordanie            | 1-1 | Match amical              |
| 15 | 5 juin 2004      | Algérie - Angola              | 0-0 | Elim coupe du monde 2006  |
| 16 | 5 septembre 2004 | Algérie - Gabon               | 0-3 | Elim coupe du monde 2006  |
| 17 | 27 mars 2011     | Algérie - Maroc               | 1-0 | Elim CAN 2012             |
| 18 | 14 janvier 2023  | RD Congo A' - Ouganda A'      | 0-0 | CHAN 2022                 |
| 19 | 14 janvier 2023  | Sénégal A' - Côte d’Ivoire A' | 1-0 | CHAN 2022                 |
| 20 | 27 Janvier 2023  | Sénégal A' - Mauritanie A'    | 1-0 | CHAN 2022 (1/4 de finale) |
| 21 | 20 juin 2023     | Algérie - Tunisie             | 1-1 | Match amical              |
| 22 | 7 septembre 2023 | Algérie - Tanzanie            | 0-0 | Elim CAN 2023             |
| 23 | 15 décembre 2023 | USM Annaba - Palestine        | 2-3 | Match amical              |
| 24 | 19 décembre 2023 | Algérie U23 - Palestine       | 1-1 | Match amical              |
| 25 | 21 mars 2024     | Andorre - Afrique du sud      | 1-1 | FIFA Series 2024(en)      |
| 26 | 25 mars 2024     | Bolivie - Andorre             | 1-0 | FIFA Series 2024(en)      |
| 27 | 16 avril 2024    | US Biskra - USM Alger         | 1-3 | Coupe d'Algérie           |
| 28 | 10 octobre 2024  | Algérie - Togo                | 5-1 | Elim CAN 2025             |
| 29 | 9 avril 2025     | Algérie A' - Gambie A'        | 3-0 | Elim CHAN 2024            |